# Олешня (приток Псёла)
Оле́шня (укр. Олешня) — река на Украине, правый приток реки Псёл, протекает по Сумскому району Сумской области.
Длина 33 км.

## География
Берёт своё начал возле села Новая Сечь. Течёт на запад, у села Кровное поворачивает на юго-восток. Ниже села Стецковка в Олешню впадает река Каланчак (левый приток). Олешня впадает в Псёл у северной окраины города Сумы.